# ويزلي مان
ويزلي مان (بالإنجليزية: Wesley Mann)‏ هو ممثل أمريكي، ولد في 1959 في الولايات المتحدة.

## أعمال

### أفلام
- (2000) مغامرات روكي وبولوينكل

## وصلات خارجية
- ويزلي مان على موقع IMDb (الإنجليزية)
- ويزلي مان على موقع قاعدة بيانات الفيلم (الإنجليزية)